# Стар-Лейк (тауншип, Миннесота)
Стар-Лейк (англ. Star Lake) — тауншип в округе Оттер-Тейл, Миннесота, США. На 2000 год его население составило 410 человек.

## География
По данным Бюро переписи населения США площадь тауншипа составляет 92,6 км², из которых 64,8 км² занимает суша, а 27,8 км² — вода (30,05%).

## Демография
По данным переписи населения 2000 года здесь находились 410 человек, 168 домохозяйств и 117 семей.  Плотность населения —  6,3 чел./км².  На территории тауншипа расположено 483 постройки со средней плотностью 7,5 построек на один квадратный километр. Расовый состав населения: 99,76% белых и 0,24 % приходится на две или более других рас. Испанцы или латиноамериканцы любой расы составляли 0,24 % от популяции тауншипа.
Из 168 домохозяйств в 25,6 % воспитывались дети до 18 лет, в 62,5 % проживали супружеские пары, в 4,2 % проживали незамужние женщины и в 29,8 % домохозяйств проживали несемейные люди. 28,6 % домохозяйств состояли из одного человека, при том 7,1 % из — одиноких пожилых людей старше 65 лет. Средний размер домохозяйства — 2,44, а семьи — 2,96 человека.
24,1 % населения — младше 18 лет, 5,1 % — в возрасте от 18 до 24 лет, 23,7 % — от 25 до 44, 33,7 % — от 45 до 64, и 13,4 % — старше 65 лет. Средний возраст — 43 года. На каждые 100 женщин приходилось 121,6 мужчин.  На каждые 100 женщин старше 18 приходилось 123,7 мужчин.
Средний годовой доход домохозяйства составлял 29 500 долларов, а средний годовой доход семьи —  31 875 долларов. Средний доход мужчин —  23 750  долларов, в то время как у женщин — 20 682. Доход на душу населения составил 20 736 долларов. За чертой бедности находились 7,7 % семей и 9,0 % всего населения тауншипа, из которых 3,2 % младше 18 и 10,1 % старше 65 лет.